# 多蘿西婭·坦寧
多蘿西婭·瑪格莉特·坦寧 （英語：Dorothea Margaret Tanning，1910年8月25日—2012年1月31日）是一名美國畫家、版畫家、雕塑家、作家、和詩人。她的早期作品主要受到超現實主義的影響。

## 生平
多蘿西婭˙坦寧出生並成長於伊利诺伊州盖尔斯堡，在進入諾克斯學院兩年後（1928年至1930年），她在1930年搬到芝加哥 ，隨後於1935年移居至紐約。在紐約，當她追尋個人畫風之際，她以商業藝術家的職業為生，並在1936年，現代藝術博物館舉辦具影響力的《奇幻藝術：達達與超現實主義》展覽中，發現了超現實主義的可能性。
梅西百貨的藝術總監對她在流行廣告的創造力與才能感到印象深刻，因此介紹她和藝廊主朱利安˙萊維認識，後者立刻安排了她的展覽。萊維隨後分別在1944年和1948年給了坦寧兩次個人展覽，同時也介紹她進入超現實主義難民藝術家的圈子，萊維當時正在他位於紐約的藝廊展覽這些藝術家的作品，包含德國畫家马克斯·恩斯特。萊維的妻子穆芮兒˙史崔特，也是一名超現實主義藝術家，和坦寧建立了友誼，並在1940年代持續進行彼此的書信往來。 
坦寧在1942年的一場派對上首次遇見恩斯特。後來，恩斯特拜訪坦寧的工作室，考慮將她的作品加入由他當時的妻子－佩姬·古根漢主辦的女性藝術家聯合展覽，舉辦於她擁有的本世紀藝術藝廊。根據坦寧在她的回憶錄中所敘述，恩斯特迷上了她標誌性的自畫像－《生日》。他們兩人一起下西洋棋，隨後墜入愛河。 他們在紐約住了幾年，隨後搬到亞利桑那州的賽多納，後來又去了法國。 在賽多納，他們蓋了一棟房子，並招待來自全國的許多朋友。坦寧和恩斯特在1946年在好萊塢結婚，他們一共維繫了三十年的婚姻關係。
1949年，坦寧和恩斯特搬到了法国，他们在巴黎和都蘭之间生活，並在50年代前期和中期短暫搬回賽多納。他们住在巴黎和后来的普罗旺斯，直到1976年恩斯特去世（他曾在一年前中风），在這之後，坦寧回到了纽约 。她在80年代继续创作工作室艺术，然后在90年代和21世纪初将她的注意力转向写作和诗歌，工作和出版直到她的生命结束。 坦寧於2012年1月31日在她曼哈顿的家中去世，享年101歲。

### 藝術生涯
除了她在1930年在芝加哥美术学院度过的三个星期，坦寧是一位自学成才的艺术家。從40年代以來，她的繪畫中的超现实主义意象以及她与超现实主义运动的艺术家和作家的亲密友谊，使得许多人将坦寧定義为超现实主义画家，儘管她在跨越六十年的艺术生涯中也有其他領域的創作。
坦寧的早期作品 - 诸如《生日》和Eine kleine Nachtmusik等画作  （1943年，伦敦泰特现代美术馆） - 以抽象的夢境為題材。 如同其他超现实主义画家，她極為注重细节，并用柔和的笔法来呈現畫面。1943年，坦寧和她的朋友穆芮兒˙史崔特，共同在佩姬·古根漢位於紐約的本世紀藝術畫廊所舉辦的｢31位女性展覽｣展出畫作。在40年代后期，她继续描繪超現實的场景，並試圖一些将性慾主题、神秘符号和荒凉空间结合在一起。 在此期间，她与Marcel Duchamp ， Joseph Cornell和John Cage等人建立了长久的友谊。她也為乔治·巴兰钦（George Balanchine）的几部芭蕾舞剧設計了舞台布景和服裝，包括大都会歌剧院的“夜影”（The Night Shadow）（1945年），和两部汉斯·里希特的先锋电影。
在接下来的十年中，Tanning的绘画逐漸演变，变得較不明确，並更具暗示性。這段時間，她在巴黎和法国的於姆市工作，开始遠離超现实主义，发展自己的风格。 在50年代中期，她的作品发生了根本性的变化，她的图像变得越来越碎片化和棱柱形，例如Insomnias（1957，當代美術館 (斯德哥爾摩)）等作品。正如她所說的：｢大约在1955年，我的画布完全分裂了．．．你可能会说，我打破了镜子。｣
到60年代后期，Tanning的绘画几乎是完全抽象的，但总是暗示著女性的形象。从1969年到1973年，坦寧集中創作三维物體，柔软，织物雕塑，其中包括《帕沃旅館202 房間》的五個雕塑作品（1970－1973年），目前永久收藏於巴黎蓬皮杜中心的國立現代藝術博物館。在她居住於法國的50年代至70年代的期间，坦寧也成为了一名活跃的版画家，在Georges Visat和Pierre Chave的工作室工作，并与Alain Bosquet，Rene Crevel，Lena Leclerq，André Pieyrede Mandiargues等诗人合制了一些限量的艺术书籍。和AndréPieyrede Mandiargues 。 在她丈夫于1976年去世后，Tanning在法国待了好几年，重新专注于她的绘画。 这些年包括了她一项長達五年的软雕塑嘗試。 到1980年，她将家和工作室搬迁到纽约，开始了一段積極创作的时期，這段期間她主要創作绘画，素描，拼贴画和版画。
坦寧的作品在美国和欧洲的众多单人展览中得到认可，包括1974年在巴黎国家艺术中心（1977年成为蓬皮杜艺术中心）的重大回顾展，以及1993年在瑞典的MalmöKonsthall和伦敦的Camden艺术中心。纽约公共图书馆于1992年对坦寧的版画进行了回顾展，费城艺术博物馆于2000年举办了一个名为《生日與來世》（Birthday and Beyond）的小型回顾展，以纪念其收购坦寧着名的1942年自画像《生日》（Birthday）。
坦寧在2010年的度過百歲，當年有為期整年的一系列展览，包括：美国纽约绘图中心的｢多蘿西婭˙坦寧 - 舞台早期设计｣、
法国塞扬 (瓦尔省)Maison Waldberg博物館的《多蘿西婭˙坦寧生日快乐》 、
德國馬克斯˙恩斯特博物館的《Zwischen dem Inneren Auge und der Anderen SeitederTür》 、斯德哥爾摩Galerie Bel'Art博物館舉辦的《多蘿西婭˙坦寧：百年致敬》 、以及法國雷内莱班 (奥德省) l'Espace d'Art 博物館所舉辦的《Surréalisme，Dada et Fluxus - Pour le 100ème anniversaire de Dorothea Tanning》。

### 文學生涯
坦寧的一生都持續在創作故事與诗，她的第一篇短篇小说于1943年在VVV杂志上发表
原創詩文和銅版畫則在限量版书籍Demain（1964）和En chair et en or中出版（1973）。
然而，在她于80年代回到纽约后，她开始关注於写作之上。1986年，她出版了她的第一部回忆录－《生日》，取名自在她的自傳中佔顯著地位的同名畫作。它已被翻译成其他四种语言。2001年，她写了一本名为《在生活之間：艺术家与她的世界》的回忆录扩展版本。
在她的朋友和导师詹姆斯·梅里尔（擔任美国诗人学院院长多年）的鼓励下，坦寧在八十餘歲的年紀开始創作自己的诗歌，她的诗歌定期出版在文学评论和杂志上，諸如：《耶鲁書评》（The Yale Review），《詩（雜誌）》（Poetry），《巴黎書評》（The Paris Review）和紐約客｜紐約客雜誌直到她去世為止。 她的诗集：《A Table of Content》和一本短篇小说《Chasm：A Weekend》均于2004年出版。 她的第二部诗集 Coming to That在2011年由格雷沃尔夫出版社出版。
1994年，坦寧捐助了美国诗人学院的华莱士史蒂文斯奖 ，该奖项授予在詩歌技藝上被認可的傑出詩人每年10萬美元的獎金。

### 多蘿西婭˙坦寧的书籍
- Coming to That: Poems, New York: Graywolf Press, 2011.  ISBN 978-1-55597-601-9 (collection of poems)
- A Table of Content: Poems. New York: Graywolf Press, 2004.  ISBN 1-55597-402-3  (collection of poems)
- Chasm: A Weekend. New York: Overlook Press, and London: Virago Press, 2004.  ISBN 1-58567-584-9 (novel)
- Between Lives: An Artist and Her World.  New York: W.W. Norton, 2001. ISBN 0-393-05040-8 (memoir)
- Birthday. Santa Monica: The Lapis Press, 1986.  ISBN 0932499163 (memoir)
- Abyss. New York: Standard Editions, 1977.  ISBN 0918746027

### 相關展覽
- Dorothea Tanning: Web of Dreams.  London: Alison Jacques Gallery, 2014.  ISBN 0957226942
- Dorothea Tanning: Unknown but Knowable States.  San Francisco: Gallery Wendi Norris, 2013.  ISBN 0615720900
- Greskovic, Robert, Joanna Kleinberg, and Rachel Liebowitz.  Dorothea Tanning: Early Designs for the Stage.  New York: The Drawing Center, 2010.  ISBN 0942324560
- Dorothea Tanning: Beyond the Esplanade: Paintings, Drawings and Prints from 1940 to 1965.  San Francisco: Frey Norris Gallery, 2009.  ISBN 9780982393246
- Dorothea Tanning: Insomnias, Paintings from 1954 to 1965.  New York: Kent Fine Art, 2005.  ISBN 1878607952
- Nordgren, Sune, John Russell, Alain Jouffroy, Jean-Christophe Bailly, and Lasse Söderberg.  Dorothea Tanning: Om Konst Kunde Tala (If Art Could Talk).  Malmö, Sweden: Malmö Konsthall, 1993. ISBN 9177040597
- Waddell, Roberta, and Louisa Wood Ruby, eds., with texts by Donald Kuspit and Dorothea Tanning.  Dorothea Tanning: Hail Delirium!  A Catalogue Raisonné of the Artist’s Illustrated Books and Prints, 1942-1991.  New York: The New York Public Library, 1992. ISBN 0871044307
- Dorothea Tanning: Between Lives--Works on Paper.  London: Runkel-Hue-Williams Ltd., 1989.
- Eleven Paintings by Dorothea Tanning.  New York: Kent Fine Art, 1988.
- Dorothea Tanning on Paper, 1948-1986.  New York: Kent Fine Art, 1987.
- Dorothea Tanning: 10 Recent Paintings and a Biography.  New York: Gimpel-Weitzenhoffer Gallery, 1979.
- Jouffroy. Alain.  Dorothea Tanning: Oeuvre.  Paris: Centre National D'Art Contemporain, 1974.
- Waldberg, Patrick.  Dorothea Tanning, Casino Communal, XXe Festival Belge D'Été.  Brussels: André de Rache, 1967.